# Danio
Danio – rodzaj słodkowodnych ryb z rodziny karpiowatych (Cyprinidae). Popularne w akwarystyce z uwagi na jaskrawe ubarwienie i łatwe rozmnażanie. Danio pręgowany jest wykorzystywany jako organizm modelowy.

## Występowanie
Danio żyją w nasłonecznionych obszarach małych rzek i jezior południowo-wschodniej Azji. Preferują wody o odczynie obojętnym i temperaturze w przedziale 20–30 °C.

## Taksonomia
Takson Danio został opisany naukowo przez Francisa Buchanana-Hamiltona jako podrodzaj w obrębie rodzaju Cyprinus. Typem nomenklatorycznym rodzaju Danio jest Cyprinus (Danio) dangila. Na początku XX wieku mniejsze gatunki, o długości do 6,5 cm, zostały przeniesione do odrębnego rodzaju Brachydanio, jednak w  wyniku późniejszych rewizji taksonomicznych podział taki został zakwestionowany. Obecnie Brachydanio jest uznawany za młodszy synonim Danio. Niektóre gatunki (m.in. danio krępaczek) zostały wyodrębnione do rodzaju Devario.

## Opis
Ryby dość ruchliwe, przebywają w stadach. Składają niekleistą ikrę.

## Choroby
W hodowli gatunki z rodzaju danio są podatne na oodinozę i pasożytniczą chorobę wywołaną przez gatunek Pleistophora hyphessobriconis

## Klasyfikacja
Gatunki zaliczane do tego rodzaju:
| - Danio aesculapii - Danio albolineatus – danio tęczowy, danio tęczowe - Danio choprae - Danio dangila - Danio erythromicron - Danio feegradei - Danio jaintianensis - Danio kerri – danio Kerra - Danio kyathit - Danio kysonensis - Danio margaritatus | - Danio meghalayensis - Danio muongthanhensis - Danio nigrofasciatus – danio kropkowany - Danio quagga - Danio quangbinhensis - Danio rerio – danio pręgowany - Danio roseus - Danio salmonata - Danio tinwini - Danio trangi |

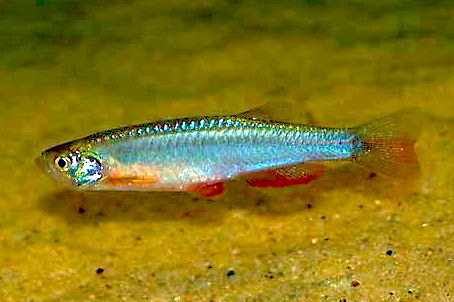
Danio albolineatus
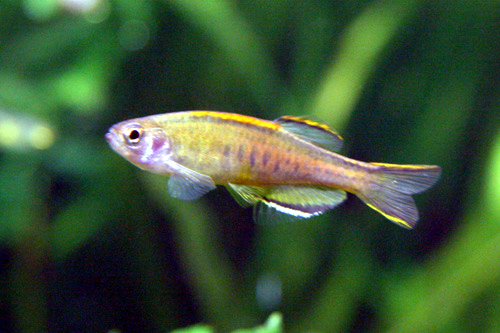
Danio choprae
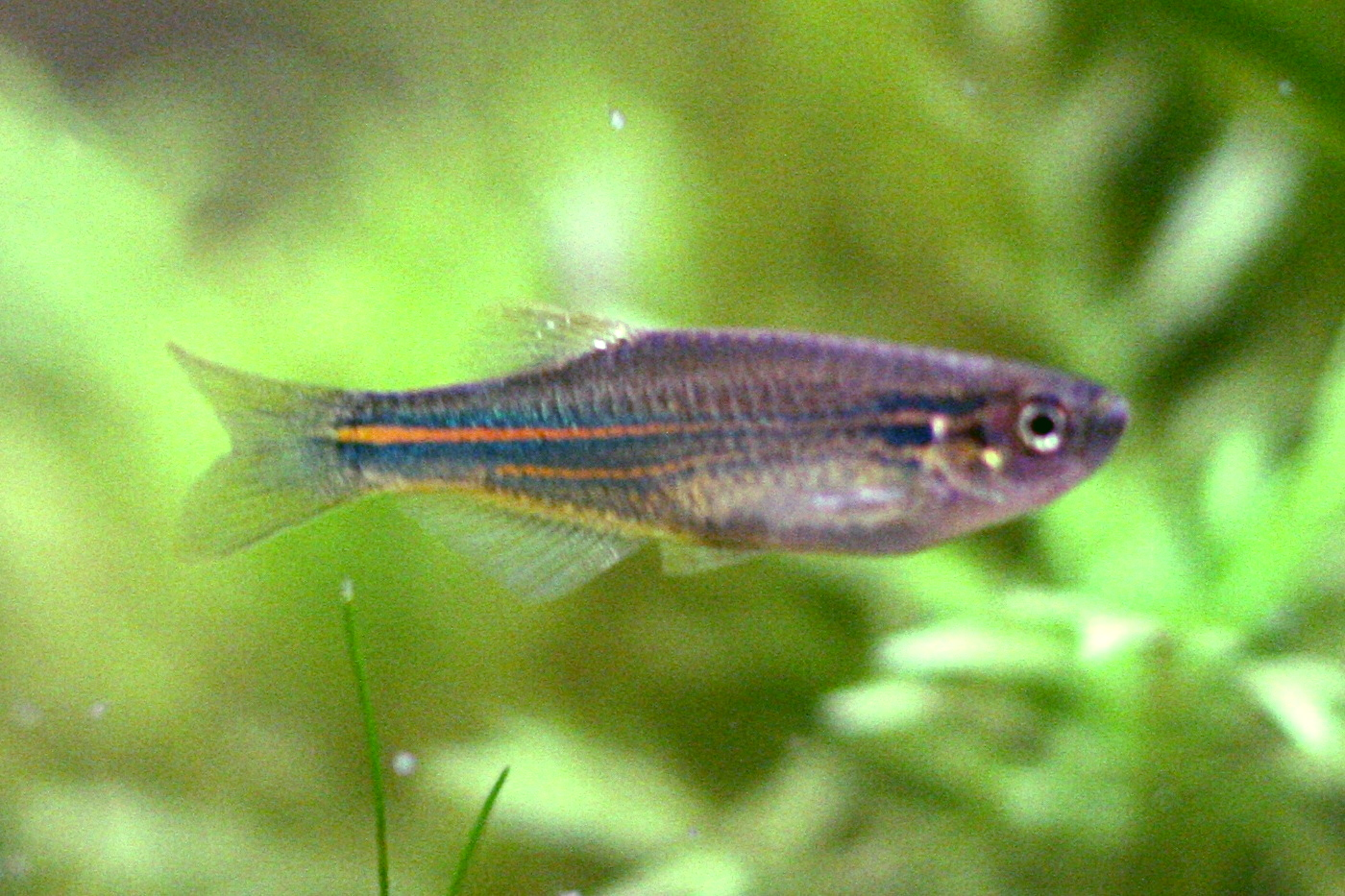
Danio kerri
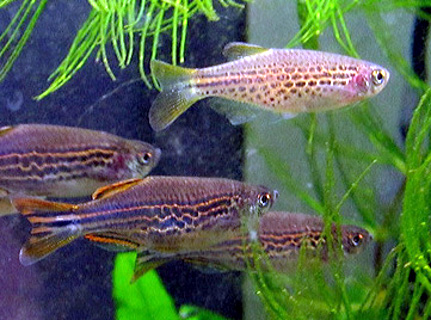
Danio kyathit
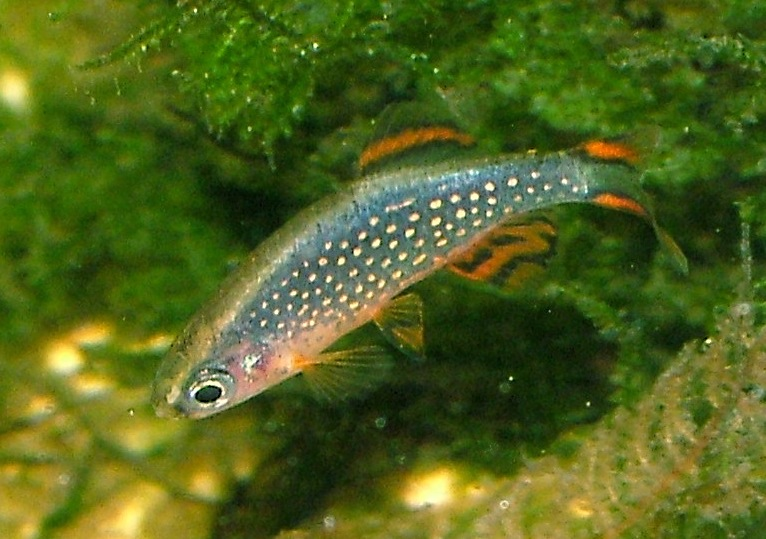
Danio margaritatus
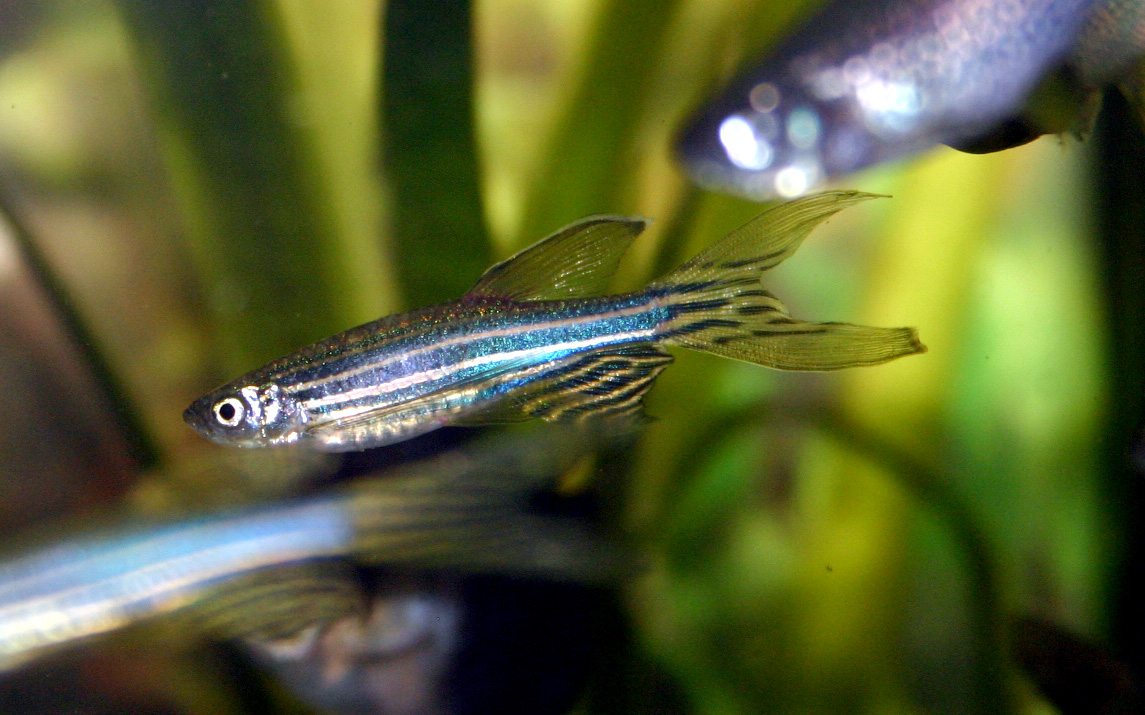
Danio rerio